# Titãs (álbum)
Titãs é o álbum de estreia da banda brasileira de rock de mesmo nome, lançado em 22 de agosto de 1984 pela WEA.

## História
Após várias divergências enfrentadas, como a indisposição do co-fundador Ciro Pessoa de continuar no grupo, os Titãs - agora sem o "do Iê Iê" que carregavam no nome - gravaram seu primeiro álbum, com onze faixas. Na contramão da prática comum na época, disco foi lançado antes de qualquer single, pois a banda - formada até pouco antes da gravação do disco por nove integrantes de várias influências diferentes - não queria ser representada por apenas uma música.
O lançamento aconteceu na danceteria Tífon em São Paulo.
Foi nele que os Titãs vieram a conhecer seu primeiro grande sucesso: "Sonífera Ilha", cantada por Paulo Miklos. Assinada por Tony Bellotto, Marcelo Fromer, Branco Mello, Ciro e Barmack, garantiu presenças constantes nas rádios e em atrações televisivas como a Discoteca do Chacrinha e o Programa Raul Gil. As vendagens de Titãs, porém, foram decepcionantes: o álbum não chegou nem mesmo a cinquenta mil cópias vendidas na época do lançamento. Em agosto de 1997, havia vendido 109 mil cópias, a pior vendagem da banda até então.
Fora estas duas faixas, ainda constam versões para: "The Harder They Come", de Jimmy Cliff, que Nando Reis interpretou como "Querem Meu Sangue"; "Patches", de Ronald Dunbar e G. N. Johnson, vertida para o português como "Marvin" por Nando e Sérgio Britto; e de "The Ballad of John and Yoko", dos Beatles, transformada por Sérgio em "Balada Para John e Yoko", sem contar a versão inicial de "Go Back", feita pelo tecladista a partir de um poema de Torquato Neto. Todas seriam posteriormente revistas em outros discos do grupo.
Na capa do disco, há uma foto com os integrantes na qual eles parecem estar inclinados para o lado, mas na verdade eles estavam retos. A foto foi tirada em uma superfície em aclive e posteriormente girada na capa para que os membros ficassem alinhados.
No final daquele ano de 1984, André Jung sai da banda. Acharam em Charles Gavin, ex-membro do Ira! e então membro do RPM, o substituto para os futuros trabalhos. Curiosamente, André Jung entraria em seguida para o próprio Ira!.

## Faixas
| Faixas de Titãs; autoria das faixas conforme encarte |                           |                                                                          |                   |         |  |
| N.º                                                  | Título                    | Compositor(es)                                                           | Vocais principais | Duração |  |
| 1.                                                   | "Sonífera Ilha"           | Branco Mello, Carlos Barmack, Ciro Pessoa, Marcelo Fromer, Tony Bellotto | Paulo Miklos      | 2:54    |  |
| 2.                                                   | "Marvin"                  | R. Dunbar, General Johnson / Versão de Sérgio Britto e Nando Reis        | Nando Reis        | 4:11    |  |
| 3.                                                   | "Babi Índio"              | Branco, Ciro                                                             | Branco            | 3:38    |  |
| 4.                                                   | "Go Back"                 | Sérgio, Torquato Neto                                                    | Sérgio Britto     | 3:40    |  |
| 5.                                                   | "Pule"                    | Arnaldo Antunes, Paulo Miklos                                            | Paulo             | 2:20    |  |
| 6.                                                   | "Querem Meu Sangue"       | Jimmy Cliff, versão por Nando                                            | Nando             | 3:08    |  |
| 7.                                                   | "Mulher Robot"            | Tony                                                                     | Paulo             | 2:22    |  |
| 8.                                                   | "Demais"                  | Arnaldo                                                                  | Arnaldo           | 2:48    |  |
| 9.                                                   | "Toda Cor"                | Carlos, Ciro, Marcelo                                                    | Branco            | 3:21    |  |
| 10.                                                  | "Balada para John e Yoko" | Lennon-McCartney                                                         | Sérgio            | 2:40    |  |
| 11.                                                  | "Seu Interesse"           | Arnaldo, Paulo                                                           | Arnaldo           | 3:10    |  |
| Duração total:                                       | Duração total:            | Duração total:                                                           | Duração total:    | 34:44   |  |

## Créditos
Titãs
- André Jung – bateria, percussão em "Sonífera Ilha", "Marvin", "Go Back", "Mulher Robot"
- Arnaldo Antunes – voz e vocal
- Branco Mello – voz e vocal
- Marcelo Fromer – guitarra base e guitarra solo
- Nando Reis – baixo em "Sonífera Ilha", "Go Back", "Mulher Robot" e "Pule", voz e vocal
- Paulo Miklos – baixo, teclado em "Go Back" voz e vocal
- Sérgio Britto – teclados, voz e vocal
- Tony Bellotto – guitarra solo, guitarra base e vocal de apoio

Participações especiais
- Alberto Marsicano – cítara em "Demais"
- George Freire – sax em "Marvin"
- Eduardo Souto Neto – arranjos e regência de metais em "Querem Meu Sangue" e "Balada Para John e Yoko"
- Nailor Proveta – saxofone alto em "Querem Meu Sangue" e "Balada Para John e Yoko"
- Valmir de Almeida Gil – trompete em "Querem Meu Sangue" e "Balada Para John e Yoko"
- Ubaldo Versolato – saxofone tenor em "Querem Meu Sangue" e "Balada Para John e Yoko"
- Nonô Camargo – trompete em "Querem Meu Sangue" e "Balada Para John e Yoko"

### Pessoal técnico
- Engenharia de som: Ricardo "Franja" Carvalheira
- Arte final: Ruy Tadeu Matsumoto
- Capa: Ricardo Van Steen e Ucho Carvalho (CVS)
- Foto: Dimitri Lee